# SPS – Smart Production Solutions
Die Smart Production Solutions kurz SPS, vormals SPS IPC Drives, ist eine internationale Fachmesse für elektrische Automatisierungstechnik. Die Messe bietet einen Marktüberblick und bildet mit ihrem Konzept das Spektrum der digitalen Automation ab. Vom Sensor bis hin zu intelligenten Lösungen sowie zukunftsweisende Visionen einer digitalisierten Industrielandschaft. Die SPS findet jährlich auf dem Messegelände der Messe Nürnberg statt.
Neben diesen drei ursprünglichen Themen SPS, industriele PC und elektrische Antriebe bildet die Messe heute jedoch ein breiteres Spektrum an Lösungen für Automation ab. So spiegeln sich auch der technische Fortschritt der letzten Jahre sowie die digitale Transformation der Industrie seit einiger Zeit auf der Messe wider.

## Geschichte der SPS
Die Messe fand das erste Mal 1990 in Sindelfingen statt, damals auf einer Ausstellungsfläche von 3.500 m². Der ursprüngliche Name: SPS IPC Drives, setzt sich aus den damaligen drei Themenschwerpunkten SPS (Speicherprogrammierbare Steuerungen), IPC (Industrie-PC) und Drives (elektrische Antriebe) zusammen.
Seit dem Jahr 1997 ist sie auf dem Messegelände in Nürnberg beheimatet. Während sich die SPS im gleichen Jahr mit einer Ausstellungsfläche von 14.200 m² präsentierte, waren es 1998 bereits 25.000 m².
Während der Corona-Pandemie 2020 fand die SPS das erste Mal rein digital als „SPS Connect“ statt. Auf der virtuellen Plattform präsentierten Aussteller ihre Produkte und vernetzten sich mithilfe von KI-gestütztem Matchmaking mit den Teilnehmern. Das Vortragsprogramm umfasste rund 120 Programmpunkte und mehrere Roundtables.
Im Jahr 2022 konnte die SPS wieder in gewohnter physischer Präsenz stattfinden und ein Jahr später zeigten die Buchungszahlen der Aussteller bereits im Vorfeld ein Wachstum der Messe im Vergleich zu der vorherigen Veranstaltung. Die Ausstellungsfläche konnte von vormals 14 auf 16 Messehallen erweitert werden. In der Halle 3C sind Unternehmen aus dem Bereich der Mechanischen Infrastruktur, Steuerungstechnik sowie Software & IT in der Fertigung angesiedelt. Laut Veranstalter bieten Aussteller in der Halle 8 ein breites Spektrum an Steuerungstechnik und Mensch-Maschine-Interface Produkte sowie Lösungen an.
Die SPS hat ihr Portfolio in den letzten Jahren erweitert und hat seit 2022 auch digitale Ergänzungen im Angebot – sowohl im Zeitraum rund um die Messe als auch unterjährig.

## Messethemen
Vor Ort werden präsentiert Produkte und Dienstleistungen aus folgenden Bereichen:
- Steuerungstechnik
- IPCs
- Elektrische Antriebstechnik / Motion Control
- Mensch-Maschine-Interface
- Bedienen und Beobachten
- Industrielle Kommunikation
- Software & IT in der Fertigung
- Interfacetechnik
- Mechanische Infrastruktur
- Sensorik & Systemlösungen

## Software & IT für die Fertigung
In der Fertigung entwickelt sich das Thema Industrie 4.0. Im Zeitalter der Digitalen Transformation wachsen die beiden Branchen IT und Automation stärker zusammen. Dies spiegelt sich auch auf der SPS wider. Neben themenbezogenen Sonderschauflächen und Vorträgen zeigen Aussteller auch Produkte und Anwendungsbeispiele zur Digitalen Transformation.
Neben den klassischen Automatisierungsthemen Steuerungstechnik, Antriebstechnik und Sensorik, hat der Bereich Software & IT in der Fertigung immer mehr an Bedeutung gewonnen. Damit einhergehend rücken auch die Themen Künstliche Intelligenz und Cyber Security in der Automatisierungswelt weiter in den Vordergrund.

## Messeforen und Gemeinschaftsstände

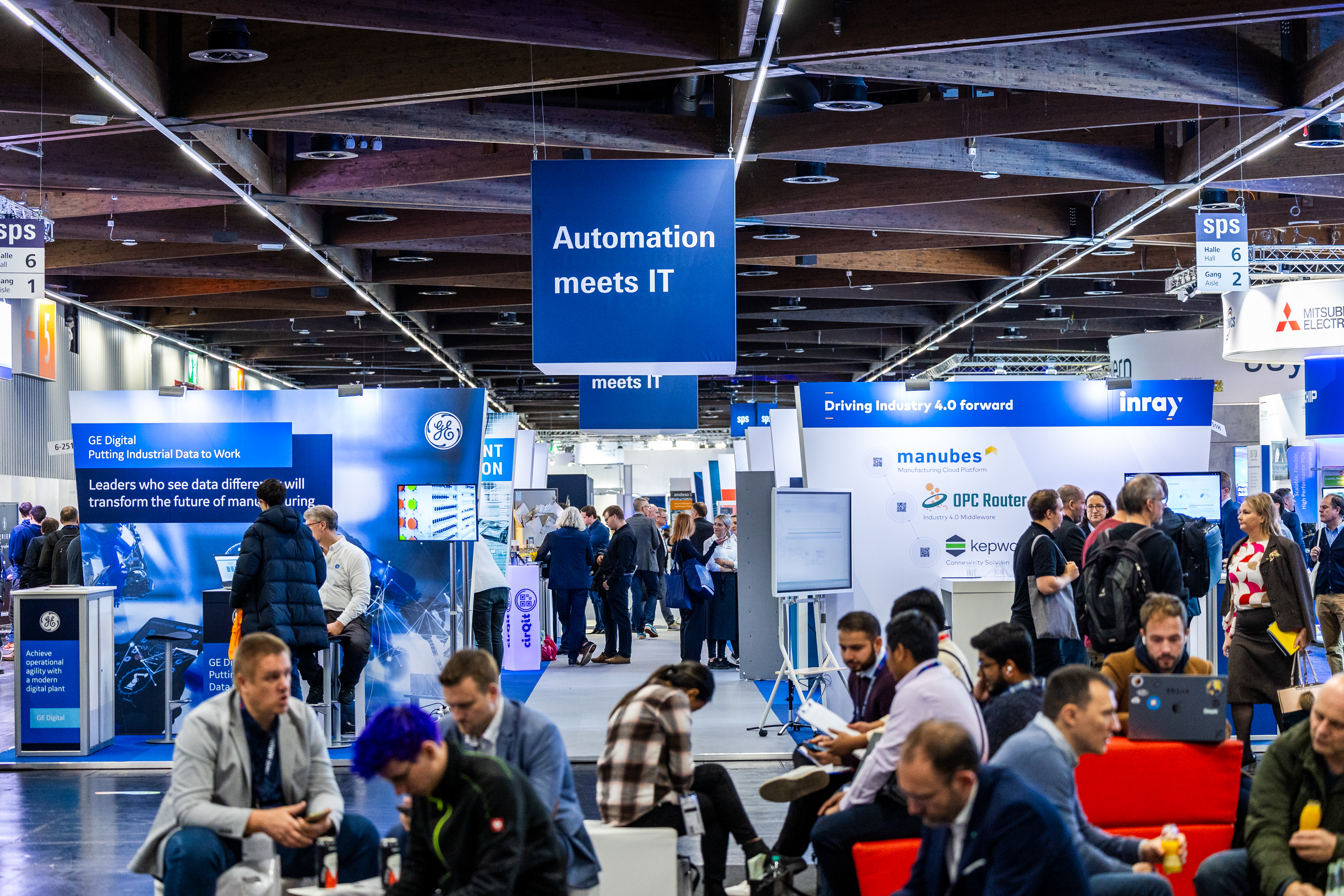
Gemeinschaftsstand „Automation meets IT“

Die SPS bietet mehrere Messeforen auf dem Veranstaltungsgelände an. Mit einem umfangreichen Vortragsprogramm wird dort zu aktuellen Themen aus der Automatisierungsbranche informiert. Das Programm der Technology Stage, bespielt von den beiden Verbänden VDMA und ZVEI, wird zusätzlich live über die digitale Ergänzung „SPS on air“ ausgestrahlt.
Auf der Veranstaltung im Jahr 2023 gab es zum ersten Mal neben dem seit vielen Jahren etablierten Gemeinschaftsstand „Automation meets IT“, auf dem Experten ihre Produkte und Lösungen in Sachen Digitalisierung und Industrie 4.0. präsentieren, den Gemeinschaftsstand „BMWK Förderareal“ sowie die „Start-up Area“.
Auf dem Förderareal des Bundesministeriums für Wirtschaft und Klimaschutz (BMWK) haben Besucher die Möglichkeit, innovative deutsche Unternehmen und ihre Produkte, Verfahren oder Dienstleistungen aus nächster Nähe zu erleben. Auf dieser Gemeinschaftsfläche sind Unternehmen (jünger als 10 Jahre) mit ihrem Geschäftsbetrieb in der Bundesrepublik Deutschland vertreten. Sie besitzen das Potenzial mit ihren zukunftsweisenden Ideen die Automatisierungsbranche nachhaltig zu verbessern. Die „Start-up Area“ bietet für junge Talente die Gelegenheit, sich als Newcomer der internationalen Automatisierungsbranche mit neuen, innovativen Produkten und Lösungen gezielt zu präsentieren.

## Weiterführende Formate

### Digitale Plattform „SPS on air“
Im Jahr 2022 erweiterte die SPS ihr Angebot mit einer digitalen Plattform namens „SPS on air“. Teilnehmende haben bereits vor Messebeginn die Möglichkeit, Kontakte und Termine anzubahnen, sowie im Nachgang zur Messe den Austausch untereinander digital weiterzuführen. Auch während der Messelaufzeit stehen diverse Interaktionsmöglichkeiten zur Verfügung.

### Technology Talks
Neu im Begleitprogramm der SPS ist seit Januar 2024 auch die digitale Wissens- und Austauschplattform „Technology Talks“. Diese monatlich stattfindenden Sessions dienen als zusätzliches Webinar-Angebot für die gesamte Automation-Community. Die „SPS Technology Talks“ werden über die digitale Plattform „SPS on air“ gestreamt und bieten neue Impulse für den Arbeitsalltag und aktuelle Herausforderungen im Bereich der Automation.

### SPS Insights
Die SPS liefert mit der Rubrik „SPS Insights“ aktuelle News und Themen, welche die Automatisierungsbranche bewegen: vom E-Paper „SPS Kompakt“, über aktuelle On Demand Fachbeiträge, bis hin zu dedizierten Branchen- und Ausstellernews sowie Fachinterviews in den sog. „Industry News“.

## SPS International

### SPS Italia
In Parma ist die Messe seit 2011 Treffpunkt für Unternehmen, die Italien als potenziellen Markt für ihre Automatisierungsprodukte und Lösungen sehen. 2023 begrüßte die SPS Italia 812 Aussteller und 38.713 Besucher.

### SPS Smart Production Solutions Guangzhou
Die SPS Smart Production Solutions in Guangzhou, früher unter dem Namen SIAF (SPS Industrial Automation Fair) bekannt, bietet eine Plattform für Anbieter der industriellen Automatisierung, um in Chinas  Markt der industriellen Fertigung einzutreten. 2023 wurden 251 Aussteller und 35.015 Besucher verzeichnet.

## Karriereportal SPS CareerDrive
Der sich seit Jahren abzeichnende Fachkräftemangel ist auch in der Automatisierungsbranche zu spüren. Aufgrund der hohen Nachfrage an Experten und Nachwuchskräften hat der Veranstalter der SPS – Smart Production Solutions, Mesago Messe Frankfurt GmbH, im Herbst 2023 die digitale Jobbörse „SPS CareerDrive“ gelauncht.
Mit diesem neuen Karriereportal bietet Mesago eine fokussierte Plattform für Unternehmen und Jobsuchende der Automatisierungsbranche. Es können ganzjährig freie Vakanzen angeboten und von interessierten Fachkräften der Branche aufgegriffen werden – nicht nur während der dreitägigen Veranstaltung in Nürnberg. Arbeitgeber haben zudem die Möglichkeit, ihr Unternehmen öffentlichkeitswirksamer in den Fokus zu rücken. Damit sei laut Mesago das Karriereportal „SPS CareerDrive“ ein weiterer Recruiting-Baustein für den Wirtschaftszweig zum Finden, Fördern und Halten von Talenten.